# تازه کندکیان
تازه کندکیان، روستایی از توابع دهستان ساوالان در بخش مرکزی شهرستان پارس‌آباد در استان اردبیل ایران است.
این روستا شمالی ترین نقطه استان اردبیل از لحاظ مختصات جغرافیایی و مسکونی بودن است.

## جمعیت
این روستا در دهستان ساوالان قرار دارد و براساس سرشماری مرکز آمار ایران در سال ۱۳۸۵، جمعیت آن ۱۳۷ نفر بوده‌است.